# エケレンの戦い
エケレンの戦い（Battle of Ekeren）は、スペイン継承戦争における戦闘の1つで、1703年6月30日にオランダ軍とフランス軍が現在のベルギー・フランデレン地域アントウェルペン州首都のアントウェルペン（アントワープ）で衝突した。

## 経過
1702年にイングランドからオランダに渡ったイングランド軍総司令官のマールバラ公ジョン・チャーチルはケルン選帝侯領からオランダ侵攻を狙うフランス軍と戦い、フランス軍の補給路を脅かしつつマース川流域の都市を落としてマーストリヒト・リエージュ司教領などを制圧、リエージュからナイメーヘンまでのマース川流域はイングランド・オランダ同盟軍の手に入った。ケルン選帝侯領もオランダ軍が殆ど平定したためケルンのフランス軍はスペイン領ネーデルラントへ退却、 フランスに駐屯地を提供していたケルン選帝侯兼リエージュ司教ヨーゼフ・クレメンス・フォン・バイエルンはフランスへ亡命した。
1703年5月15日にマールバラ公はボンを陥落させケルン選帝侯領も平定すると、フランス軍が築いたアントワープからナミュールに至る防衛線への挑戦を考え、オステンドかアントワープの攻撃あるいはフランス軍との直接対決に踏み切ろうとした。オランダ軍はフランス軍との対決に気が進まず消極的な姿勢に問題があったが、マールバラ公はアントワープを3方向から攻撃する計画を立て、ボンから軍隊を3つに分けて進軍させた。歩兵部隊はライン川を船で移動して北から迂回させアントワープから北のベルヘン・オプ・ゾームに向かわせ、騎兵部隊はボンから北西に進軍させ歩兵部隊とベルヘン・オプ・ゾームで合流、マールバラ公は西に行軍してリールへ向かった。ベルヘン・オプ・ゾームに到着したオランダの将軍ヤコブ・ファン・オブダムは6月28日に出発して29日にアントワープから7kmのエケレンに辿り着いた。
しかし、防衛線を守っていたフランスの将軍ヴィルロワ公は同盟軍の狙いを見抜き、アントワープにブーフレール率いる救援を送った。知らせを受けたマールバラ公は直ちにエケレンの同盟軍に撤退を伝えたが、オブダムの動きは鈍く敵に捕捉されてしまった。30日早朝、フランス軍はメルクセムから進軍してエケレン付近の村を占領、ブレダへの退路を断ちオランダ軍の包囲にかかった。オランダ軍は村の奪回に向かったが失敗、オブダムは午後に逃走したが残ったオランダの将軍スランゲンベルグ卿が銃剣突撃でフランス軍に必死に抵抗、夜中になって退却した。
フランスは勝利したが、ブーフレールは完勝出来なかったことを一部の味方に非難された。オブダムはオランダに戻った後に敗北を認めた手紙を送ったが、オランダでは逃亡を非難され以後軍務に参加しなくなった一方、最後まで戦場に留まったスランゲンベルグ卿は英雄として称賛された。マールバラ公の計画は失敗に終わり、ユイとリンブルフを落としてリエージュ司教領を完全平定した他に成果は無かったが、ドイツにもフランス軍が侵攻を進めたため、翌1704年にドイツで戦局が大きく動くようになる。